# Ruth Pointer

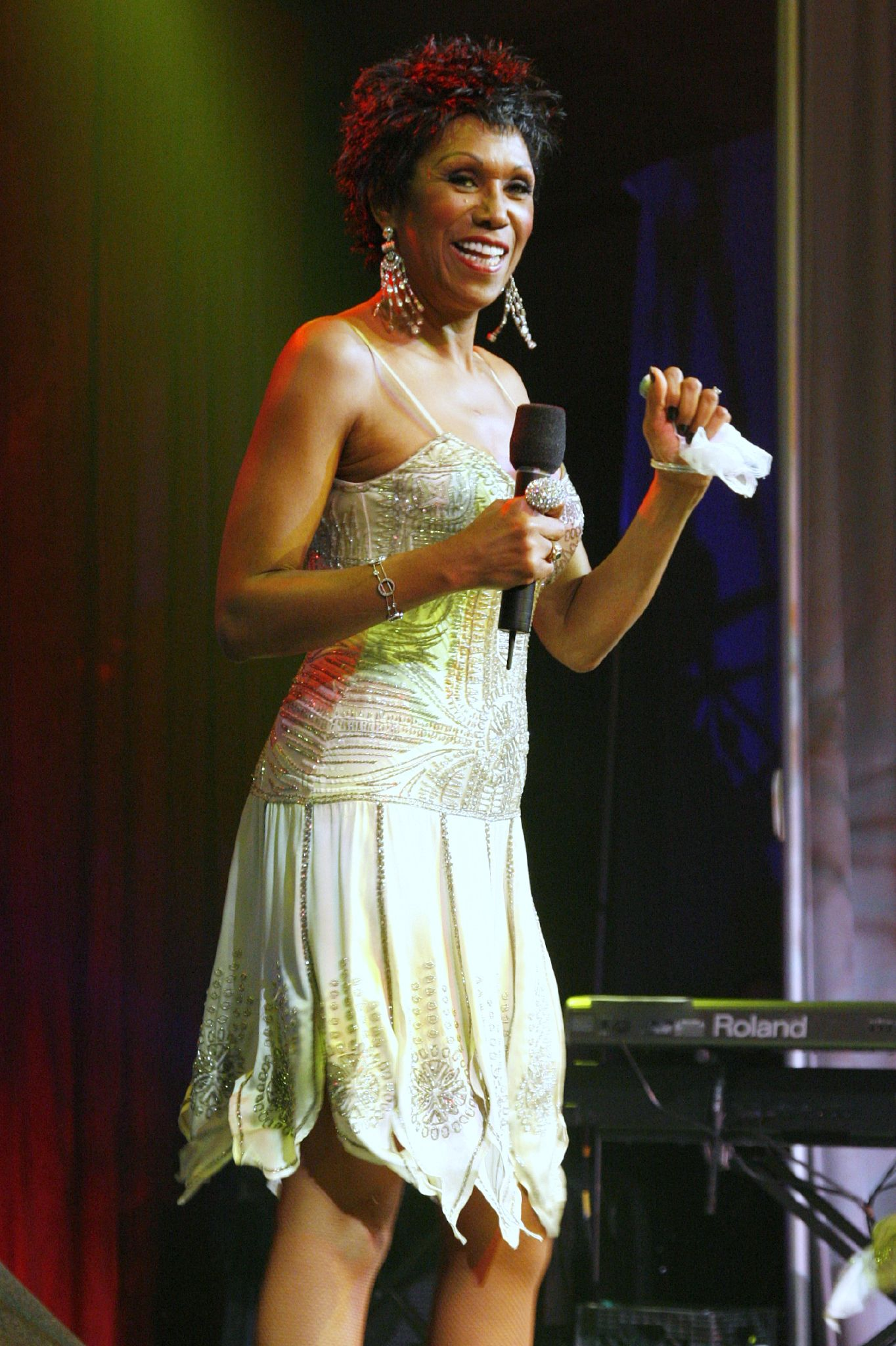
Ruth Pointer (2006)

Ruth Ester Pointer (* 19. März 1946 in Oakland) ist eine US-amerikanische Sängerin.

## Werdegang
Ruth ist die älteste von vier Schwestern der US-amerikanischen Pop- und Soulgruppe The Pointer Sisters. Die Tochter des Predigers Elton Pointer und Sarah Pointer sang im lokalen Gospelchor und graduierte 1963 an der Oakland Technical High School. Sie kam erst im Dezember 1972 zu der von ihren Schwestern Anita, Bonnie und June gegründeten Gruppe. Ruth ist als Sängerin aktives Mitglied der Gruppe, die inzwischen von ihrer Tochter Issa und Enkelin Sadako komplettiert wird.
Pointer war fünfmal verheiratet und ist Mutter von fünf Kindern. Ihr dritter Ehemann war Dennis Edwards, der Leadsänger der Gruppe The Temptations. Die gemeinsame Tochter Issa wurde später selber Mitglied der Pointer Sisters.
Von September bis Oktober 2021 nahm Pointer als Cupcake an der sechsten Staffel der US-amerikanischen Version von The Masked Singer teil, in der sie den elften von insgesamt 16 Plätzen erreichte. Seit dem Tod ihrer Schwester Anita Pointer im Dezember 2022 ist sie die letzte Überlebende der vier Pointer-Schwestern, obgleich sie die älteste der Schwestern ist.